# Бачинский, Сергей Васильевич
Сергей Васильевич Бачинский ;псевдонимы С. Бач., Наддніпрянець, Кремінчанин, Свій, Острожанин, Б-ский, Б. С., Я., К., Я. Я.; 26 февраля 1887, Екатеринослав — 22 июня 1941, Киев) — украинский педагог, публицист, политический деятель, член Украинской центральной Рады и Всероссийского учредительного собрания. Расстрелян в 1941 году, реабилитирован посмертно.

## Биография
По происхождению дворянин, отец — офицер Русской императорской армии. Учился во Франции, затем в Лесном институте в Петербурге, но был исключён. Работал токарем, агрономом, учителем. С 1905 года под полицейским надзором. Член ПСР (партии эсеров). В 1906 году был на нелегальном положении. В 1907 году арестован, но выпущен за недоказанностью вины. В 1908 году был осуждён Одесским военно-окружным судом. С 1909 по 1917 год в политической эмиграции. В 1917 г. товарищ председателя Екатеринославского губернского Совета Крестьянских депутатов, председатель губернского комитета Украинской партии социалистов-революционеров. Редактор «Селянськой спилки».
В 1917 г. — член Украинской центральной Рады в Киеве. В конце 1917 года избран во Всероссийское учредительное собрание в Екатеринославском избирательном округе по списку № 5 (блок Селянской спилки, Совета крестьянских депутатов, украинских эсеров, украинских социал-демократов). 5 января 1918 года участвовал в единственном заседании Учредительного Собрания.
В феврале — июне 1919 года — заместитель министра иностранных дел УНР. 21 ноября 1920 года вместе с руководством и армией УНР под натиском РККА перешёл реку Збруч у Подволочиска. Вернулся в СССР в 1922 году.
В 1922—1923 годах работал в «Союзе кооператоров» в Кременце, редактор журнала «Заря лучшего».
В 1940 году Бачинский арестован органами НКГБ СССР, в 1941 году приговорён к расстрелу. Похоронен в Быковнянском лесу под Киевом (по др. данным Лукьяновская тюрьма г. Киева).

## Семья
Жена — Мария Никаноровна, урождённая Белошицкая (12.11.1893, Острог, ныне Ровенская область — 28.05.1956, Новоамвросиевское Амвросиевского района Донецкой области) — украинский педагог. Окончила учительские курсы в Кременце. Учительствовала. Арестована в 1940 году, выслана на спецпоселение в Казахстан. Вернулась на Украину в 1944.

## Сочинения
Автор книг и брошюр, в том числе «История Кременца», «История Кременецкой „Просвиты“», «Описания важнейших памятников — исторического и научного значения» (все — Кременец, 1923), многих статей и фельетонов.
- Кандидатури ЦК Української партії соціал-революціонерів до Установчих зборів // Боротьба. — К., 1917. — Ч. 12/13;
- 3 партійного життя // Боротьба. — К., 1918. — Ч. 36; АС.
- Відгуки недавнього минулого // Трудова громада. — Кам’янець-Подільський, 1919. — Ч. 42. — С. 6; Христюк П. Замітки і матеріали до історії Української Революції 1917—1920 рр. — Відень, 1921. — Т. 4. — С. 60, 113; В. С.
- Листок на могилу «Комара» // Рідний край. — Львів, 1922. — Ч. 165;
- Закінчення учительських курсів // Рідний край. — Львів, 1922. — Ч. 165; В. Н.
- Учительські курси на Волині // Рідний край. — Львів, 1922. — Ч. 237, 238;